# Belgisch kampioenschap tijdrijden voor heren elite 2016
Het Belgisch kampioenschap tijdrijden voor heren elite 2016 werd gehouden op 23 juni 2016 in en rond Mol. De winnaar van de wedstrijd mag een jaar tijdritten afwerken in de Belgische trui. De winnaar van vorig jaar was Jurgen Van den Broeck, maar die verdedigde in 2016 zijn titel niet. Aan de wedstrijd mochten enkel Eliterenners met een profcontract deelnemen. Victor Campenaerts behaalde de titel, in een tijd van 46:18. Yves Lampaert werd voor de tweede maal op rij tweede op drie seconden. Ben Hermans haalde de derde plaats met 12 seconden achterstand op de winnaar.

## Startvolgorde
| Rugnummer | Renner                   | Ploeg                            | Startuur |
| --------- | ------------------------ | -------------------------------- | -------- |
| 29        | Antoine Warnier          | Wallonie Bruxelles-Group Protect | 15:30    |
| 28        | Jens Wallays             | Topsport Vlaanderen-Baloise      | 15:32    |
| 27        | Frederik Veuchelen       | Wanty-Groupe Gobert              | 15:34    |
| 26        | Benjamin Verraes         | Cibel-Cebon                      | 15:36    |
| 25        | Laurent Vanden Bak       | Leopard Pro Cycling              | 15:38    |
| 24        | Ruben Pols               | Topsport Vlaanderen-Baloise      | 15:40    |
| 23        | Jonathan Dufrasne        | Wallonie Bruxelles-Group Protect | 15:42    |
| 22        | Stef Van Zummeren        | Veranda's Willems                | 15:44    |
| 21        | Laurens De Plus          | Etixx-Quick Step                 | 15:46    |
| 20        | Wietse Bosmans           | Beobank-Corendon                 | 15:48    |
| 19        | Sander Armée             | Lotto Soudal                     | 16:25    |
| 18        | Joeri Calleeuw           | Veranda's Willems                | 16:27    |
| 16        | Jonas Rickaert           | Topsport Vlaanderen-Baloise      | 16:31    |
| 15        | Julien Vermote           | Etixx-Quick Step                 | 16:33    |
| 14        | Boris Dron               | Wanty-Groupe Gobert              | 16:35    |
| 13        | Frederik Frison          | Lotto Soudal                     | 16:37    |
| 12        | Rob Peeters              | Crelan-Vastgoedservice           | 16:39    |
| 11        | Gaëtan Bille             | Wanty-Groupe Gobert              | 16:41    |
| 9         | Thomas De Gendt          | Lotto Soudal                     | 17:20    |
| 8         | Ben Hermans              | BMC Racing Team                  | 17:22    |
| 7         | Sean De Bie              | Lotto Soudal                     | 17:24    |
| 6         | Sep Vanmarcke            | Team LottoNL-Jumbo               | 17:26    |
| 4         | Philippe Gilbert         | BMC Racing Team                  | 17:30    |
| 3         | Guillaume Van Keirsbulck | Etixx-Quick Step                 | 17:32    |
| 2         | Victor Campenaerts       | Team LottoNL-Jumbo               | 17:34    |
| 1         | Yves Lampaert            | Etixx-Quick Step                 | 17:36    |

## Rituitslag
| Plaats | Naam               | Ploeg               | Tijd  |
| ------ | ------------------ | ------------------- | ----- |
| 1      | Victor Campenaerts | Team LottoNL-Jumbo  | 46:18 |
| 2      | Yves Lampaert      | Etixx-Quick Step    | 46:21 |
| 3      | Ben Hermans        | BMC Racing Team     | 46:30 |
| 4      | Thomas De Gendt    | Lotto Soudal        | 47:15 |
| 5      | Sep Vanmarcke      | Team LottoNL-Jumbo  | 47:34 |
| 6      | Sean De Bie        | Lotto Soudal        | 47:36 |
| 7      | Laurens De Plus    | Etixx-Quick Step    | 47:56 |
| 8      | Frederik Frison    | Lotto Soudal        | 47:57 |
| 9      | Julien Vermote     | Etixx-Quick Step    | 48:08 |
| 10     | Gaëtan Bille       | Wanty-Groupe Gobert | 48:16 |